# Ballet blanc

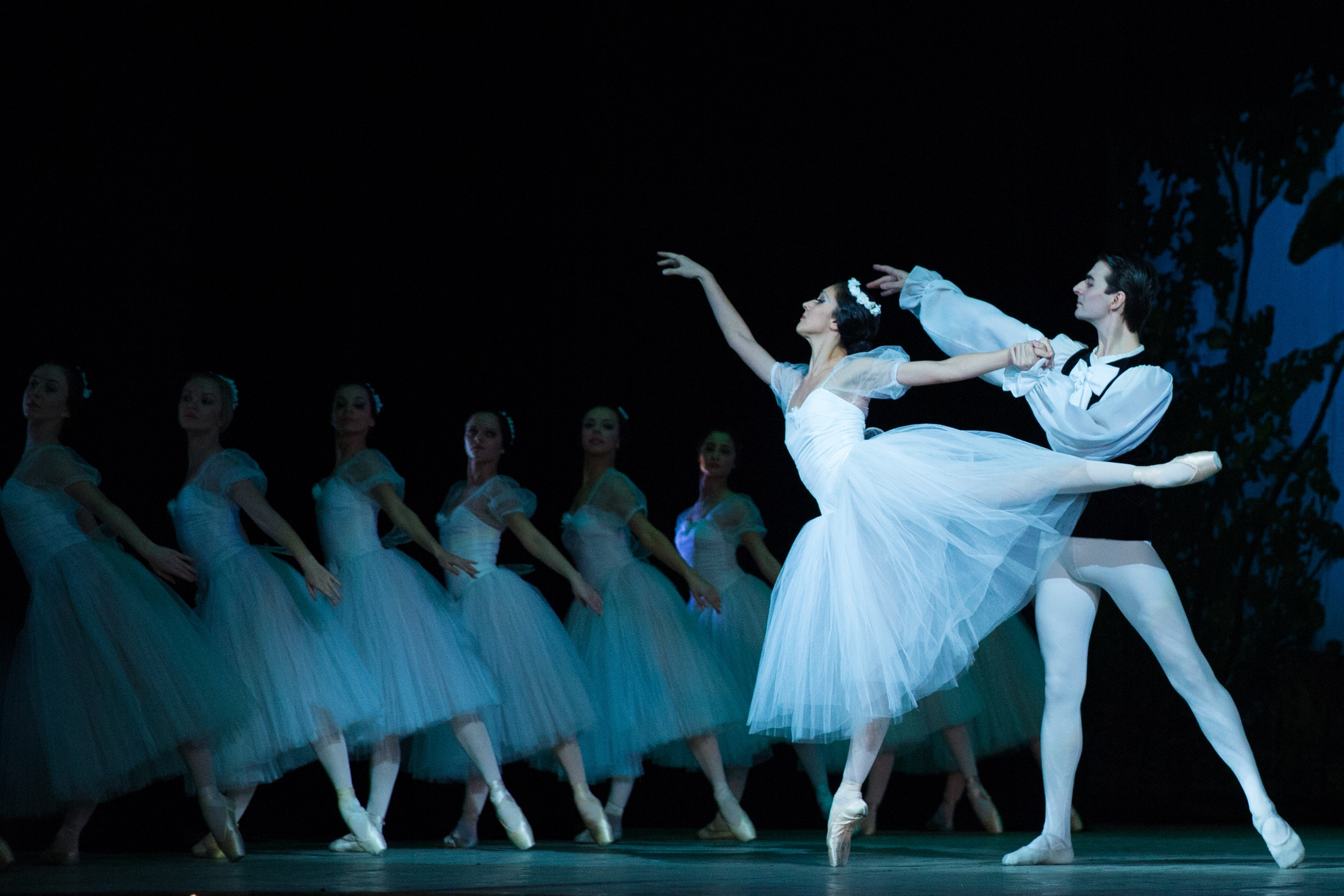
Escena de Les Sylphides

Un ballet blanc és un ballet d'estil romàntic popularitzat al segle xix i considerat l'arquetip del ballet clàssic. És una escena en la qual la ballarina i el ballarí porten vestits blancs o tutús.